# William d'Arsic
William d'Arsic, también William de Arsick y Guillaume d'Arsic (c. 1040-1114) fue un noble caballero anglonormando, barón de Leybourne y señor de Boxley, barón de Cogges en Oxfordshire.  Participó en la conquista normanda de Inglaterra como vasallo de Odon de Bayeux, de quien fue arrendatario de casi todas las tierras del obispo en Lincolnshire, Kent, Surrey, Wiltshire y Dorset, valoradas en conjunto en unas 100 libras esterlinas, propiedades que estuvieron bajo la autoridad del caballero Wadard cuando era feudatario del obispo Odon. No hay mucha información sobre su origen familiar, pero se le vincula con Gilbert Crispin de Tillières y la familia de Bec-Crespin, una de las más controvertidas de Normandía. Tras la caída de Odon de Bayeux, William d'Arsic recibió el señorío de Leybourne y fue uno de los ocho caballeros elegidos para la protección del castillo de Dover por John de Fiennes, por lo que debió aportar 18 hombres durante 24 semanas por 18 honores de caballero. Fue el responsable de la construcción de la torre de Say y primer comandante a cargo. Al finalizar su compromiso designó a un sustituto, a quien otorgó el nombre de Godofredo de Say, de quien recibe el nombre la torre.

## Herencia
Las crónicas contemporáneas, citan a un hijo:
- Manasser d'Arsic (c. 1073-1113),[3] recibió la heredad de las posesiones de Wadard entre 1114 y 1116,[9] tal y como aparecen en el Libro Domesday (1086), durante el reinado de Enrique I de Inglaterra.[10] Manasser otorgó dos carucates (240 acres) de tierra a la Abadía de la Trinidad de Fécamp en Cogges, estableciendo una pequeña comunidad religiosa dependiente de la abadía.[11]

El señorío de Leyborne pasó posteriormente a pertenecer a Roger de Leybourne, de la familia de Laibron (posteriormente conocidos como Lillebourne) de Yorkshire, según de desprende de la Cartae Baronum (1166).